# Ferosilicium

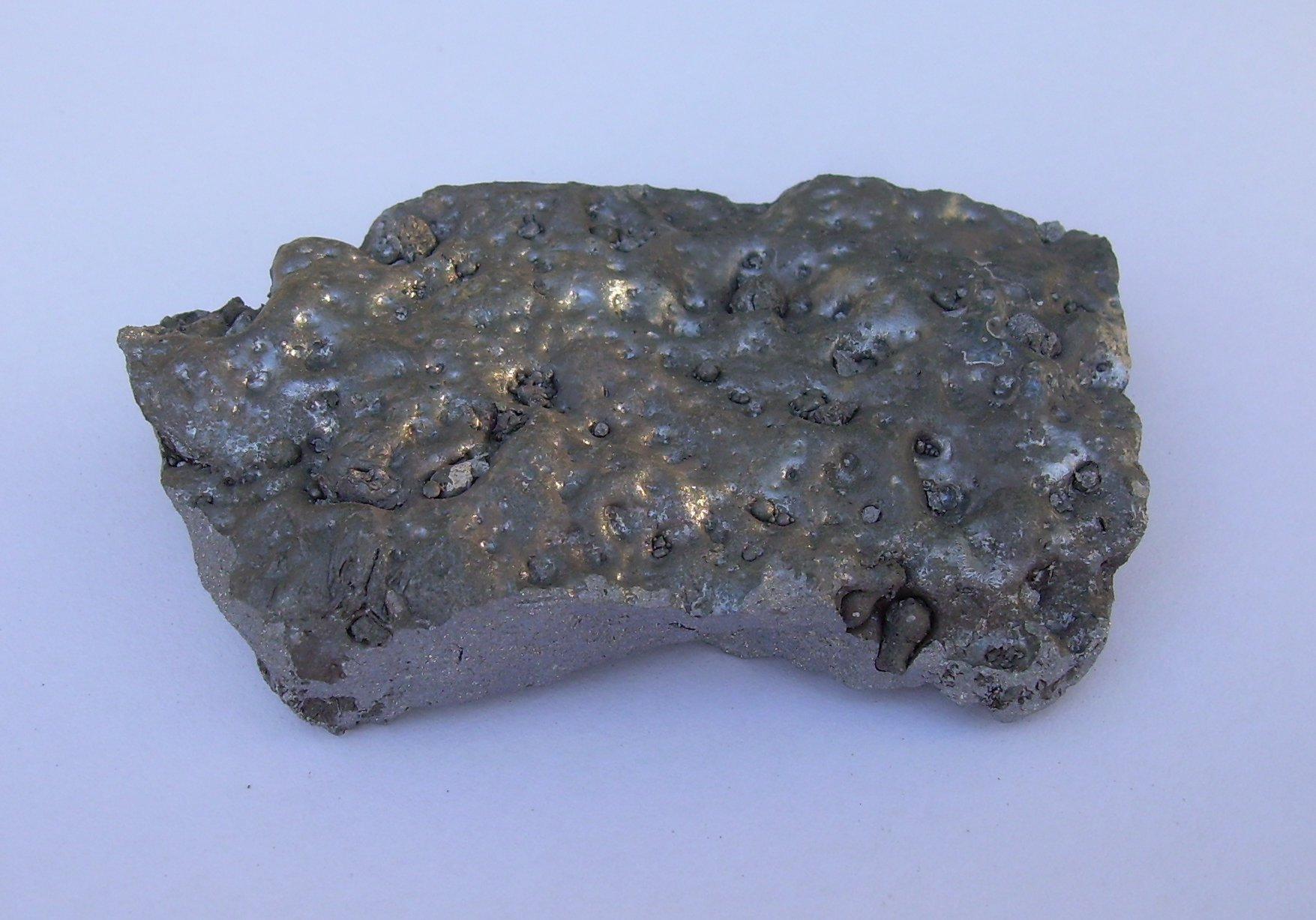
Ferrosilicium

Ferosilicium (FeSi) je předslitina, sestávající z křemíku, železa a cca 1-2 % hliníku a vápníku, používaná ve výrobě oceli a litin.

## Složení
Složení ferosilicia je proměnlivé, ale nejběžněji se vyrábí v tomto chemickém složení: křemík (Si) 63-78 %, mangan (Mn) max 2,0 %, chrom (Cr) max 0,4 %, uhlík (C) = max 0,2 %, fosfor (P) max 0,05 %, síra (S) max 0,02 %, hliník (Al) max 2,0 % a zbytek procent je železo (Fe).

## Oblasti použití
FeSi je zejména používáno v metalurgii železa. Křemík má vysokou afinitu ke kyslíku a nachází použití ve výrobě oceli jako účinný dezoxydační prostředek. Křemík je dále důležitý legující prvek v ocelích pro výrobu elektroplechu jako transformátorové a dynamové plechy a také v žárupevných ocelích.
Ještě důležitější roli hraje křemík v metalurgii litin (obsah uhlíku nad 2,16 %). FeSi je bází pro výrobu předslitin (FeSiMg) na modifikaci tavenin tvárné litiny. Tyto předslitiny obsahují 3 až 42 % hořčíku a malá množství přísad ze skupiny kovů vzácných zemin. FeSi je také významnou složkou předslitin pro očkování litin. Očkování slouží k ovlivnění a kontrole krystalizačních zárodků v tavenině. Další důležitá oblast použití je jako přísada do litin k nastavení požadovaných obsahů křemíku v taveninách.

## Výroba
FeSi s obsahem křemíku asi do 15 % se vyrábí v kysele vyzděných vysokých pecích. Výchozím materiálem je železná ruda a křemenný stěrk.
FeSi s vyššími obsahy křemíku se vyrábějí z křemene, ocelového šrotu a koksu v nízkošachetních elektrických pecích.
Obvykle jsou na trhu FeSi slitiny s 15, 45, 75 a 90 % křemíku, zbytek tvoří železo a cca 2 % jiných prvků jako hliník a vápník.

## Vlastnosti
Specifická hmotnost a bod tavení FeSi je závislý na obsahu křemíku ve slitině.
| označení | obsah Si [%] | bod tání [°C] | spec.hmotnost [g/cm³] |
| -------- | ------------ | ------------- | --------------------- |
| FeSi 45  | 45           | 1215 - 1300   | 5,1                   |
| FeSi 75  | 75           | 1210 - 1315   | 2,8                   |
| FeSi 90  | 90           | 1210 - 1380   | 2,4                   |